# Sergius Hessen
 Sergius Iosifovič Hessen (rusky Серге́й Ио́сифович Ге́ссен, polsky Sergiusz Hessen; 16.jul./ 28. srpna 1887greg., Usť-Sysolsk – 2. června 1950, Lodž v Polsku) byl ruský pedagog a filozof, představitel novokantovství.

## Život
Absolvoval Právnickou fakultu Petrohradské univerzity, kde pak působil jako soukromý docent na historicko-filozofické fakultě. Během této doby se habilitoval u svých učitelů a pozdějších kolegů, u Nikolaje Losského a Ivana Lapšina. V roce 1917 byl jmenován řádným profesorem filozofie na univerzitě v Tomsku, v roce 1921 řádným profesorem pedagogiky petrohradské univerzity. V roce 1922 opustil Rusko a přednášel v Praze na Ruském pedagogickém institutu, Ruské univerzitě, v Ruské filozofické společnosti, Pražském lingvistickém kroužku aj. V září 1936 se přestěhoval do Varšavy, kde se stal profesorem varšavské univerzity. Po skončení 2. světové války odjel do Lodže, kde se spolupodílel na zakládání univerzity a kde také zemřel.